# Zimiromus kleini
Zimiromus kleini är en spindelart som beskrevs av Buckup och Antonio D. Brescovit 1993. Zimiromus kleini ingår i släktet Zimiromus och familjen plattbuksspindlar. Inga underarter finns listade i Catalogue of Life.